# Madrigueras
Madrigueras – gmina w Hiszpanii, w prowincji Albacete, w Kastylii-La Mancha, o powierzchni 73,31 km². W 2011 roku gmina liczyła 4836 mieszkańców.